# Keseburg
Die Keseburg oder Burg Keseberg bei Ederbringhausen, einem heutigen Ortsteil der Gemeinde Vöhl im nordhessischen Landkreis Waldeck-Frankenberg (Deutschland), ist eine nur noch in Resten erhaltene Ruine einer einstigen Höhenburg im Kellerwald.

## Geographische Lage
Die Keseburgruine befindet sich am Westrand des Kellerwaldes, rechtsseits des Tals der Eder, rund 6 km südlich deren Einflusses in den Edersee. In einsamer Waldlage liegt sie auf einem etwa 1,2 km östlich des Dorfs Ederbringhausen gelegenen und 385 m ü. NHN hohen Nordausläufer des im Naturpark Kellerwald-Edersee befindlichen Kesebergs (431,2 m). Rund 1 km südlich steht, jenseits des Kesebergs, die Burg Hessenstein.
Von der Keseburgruine blickt man in Richtung Westen zur bei Ederbringhausen liegenden Mündung der Orke in die Eder und nach Westen und Norden in einen Teil des Edertals.

## Geschichte
Die Burg Keseburg wurde wahrscheinlich im 11. Jahrhundert von den Grafen von Ziegenhain und Reichenbach erbaut. Sie wird erstmals 1144 als Sitz der Vögte von Keseberg (Caseberch) genannt. 1186 kam die Burg durch die Heirat von Lukardis, einer Tochter des Grafen Gozmar II. von Ziegenhain-Reichenbach, mit Friedrich von Ziegenhain, einem Sohn des Landgrafen Ludwig II. von Thüringen, zusammen mit der Burg Wildungen, an Friedrich, der sich danach Graf von Wildungen nannte.
Sophia, die Tochter von Friedrich und Lukardis, heiratete den Burggrafen Burchard VI. „Kurzhand“ von Magdeburg, und dieser verkaufte vor 1227 die Burgen Keseburg und Wildungen an Landgraf Ludwig IV. (den Heiligen) von Thüringen. Da ihm dazu die Einwilligung seiner Frau und deren Familie fehlte, kam es darüber zum Streit zwischen den Ziegenhainern und Ludowingern. Erst 1233 einigte sich Graf Berthold I. von Ziegenhain mit Landgraf Konrad von Thüringen, der für seinen Bruder, Landgraf Heinrich Raspe, die hessischen Besitzungen der Ludowinger verwaltete, über das ziegenhainische Erbe seines Onkels Friedrich von Ziegenhain, und die Burg fiel endgültig an die Landgrafschaft Thüringen. Das Gericht Geismar allerdings, in dessen Bereich der Keseberg lag, blieb Mainzer Lehen der Vögte von Keseberg. Ein Gerichtsentscheid von 1244 bestätigte noch einmal, dass der Grund, auf dem die Burg stand, landgräflich sei, während die Umgebung dem Kloster Haina gehöre.
Nach dem Tod Heinrich Raspes im Jahre 1247, mit dem das Geschlecht der Ludowinger im Mannesstamm ausstarb, versuchte Erzbischof Siegfried III. von Mainz, die mainzischen Lehen der Landgrafen einzuziehen. Burggraf Burchard VI. von Magdeburg war inzwischen verstorben, und seine Witwe, Gräfin Sophia von Wildungen, hatte als eigentliche Erbin geplant, beide Burgen an Mainz zu verkaufen. Sie trat 1247 ihre Rechte an den Burgen Keseburg und Wildungen an den Erzbischof ab, aber die Verwandten ihres verstorbenen Mannes weigerten sich, diesen Besitzwechsel anzuerkennen, und beide Burgen blieben in landgräflichem Besitz.
Im thüringisch-hessischen Erbfolgekrieg (1247–1277), der nach Heinrich Raspes Tod ausbrach, verbündeten sich die Vögte von Keseberg mit den Grafen von Ziegenhain und widersetzten sich den hessischen Ansprüchen auf Lehnshoheit. Daraufhin zerstörte Landgraf Heinrich I. von Hessen die Burg im Jahr 1277 und übergab den Burgberg und die Reste der Burg mitsamt dem vermutlich ebenfalls zerstörten Burgflecken „Alte Stadt“ dem Kloster Haina zu freiem Eigenbesitz. Die Herren von Keseberg unterwarfen sich dem Landgrafen und mussten auf ihren Hof in Geismar ziehen.
Landgraf Heinrich II. ließ zwischen 1342 und 1348 als Ersatz die nahe Burg Hessenstein erbauen, um einen befestigten Amtssitz für seine örtlichen Vögte zu haben, und die Herren von Keseburg wurden dort Burgmannen. 1360 gab Widekind, Vogt von Keseberg, sein Lehen, einen Teil des Amtes Geismar, dem Mainzer Erzbischof Gerlach zurück. Die Keseburg blieb Ruine.

## Heutiger Zustand
Die Ruine besteht aus Mauerresten des Bergfrieds und dem noch deutlich sichtbaren doppelten Wallgraben.

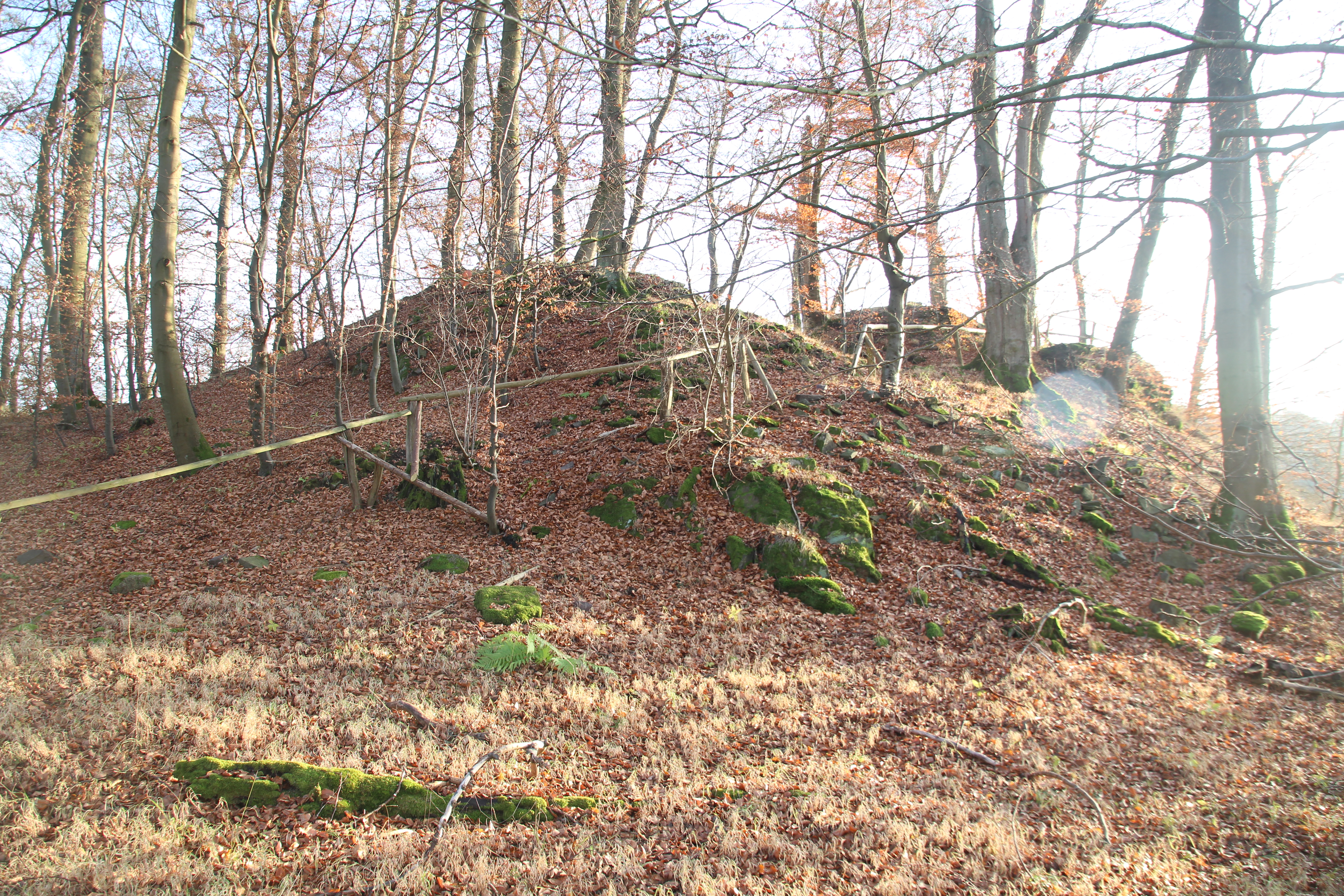
Nord-Süd-Blick auf die Burgruine
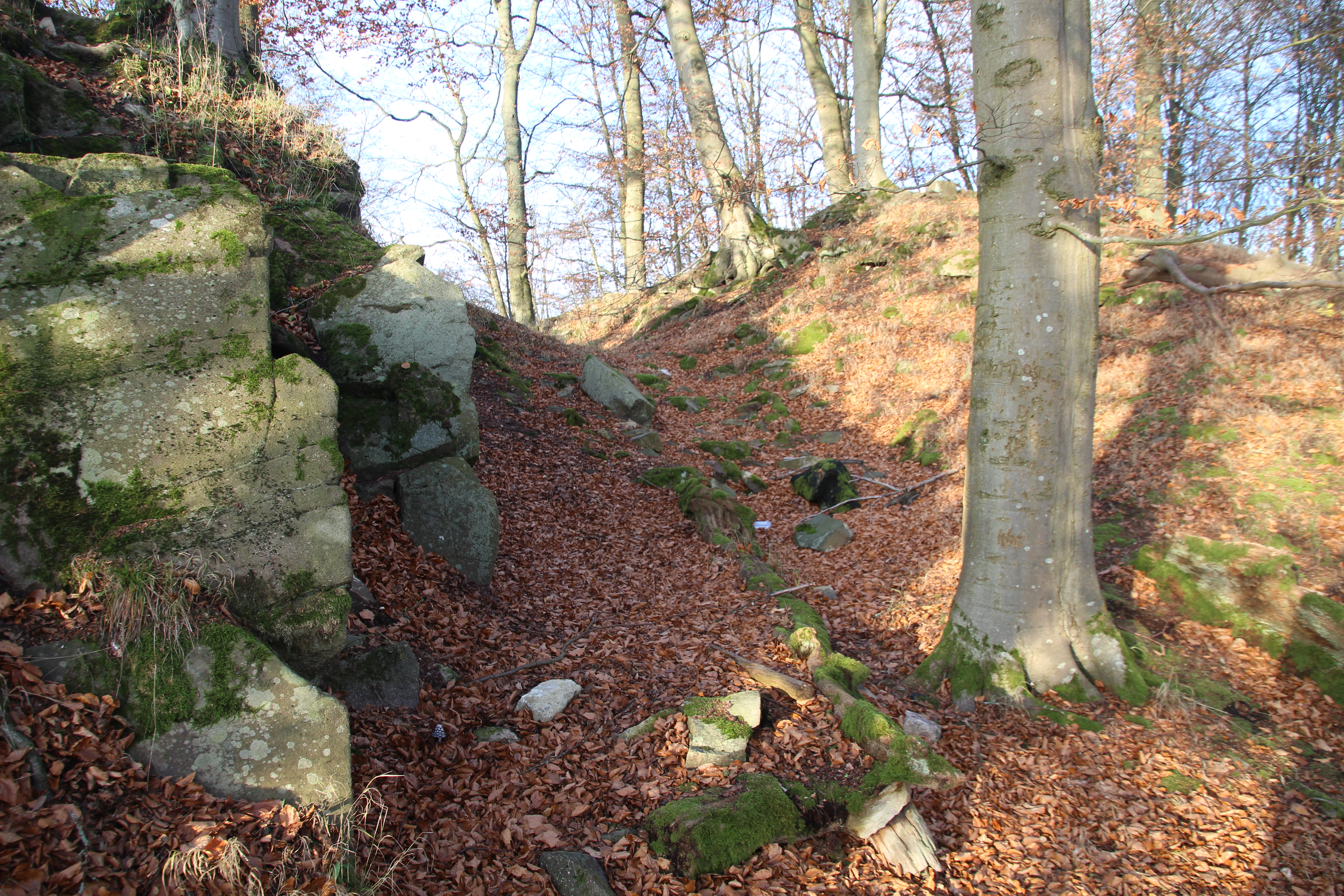
Noch sichtbarer Halsgraben
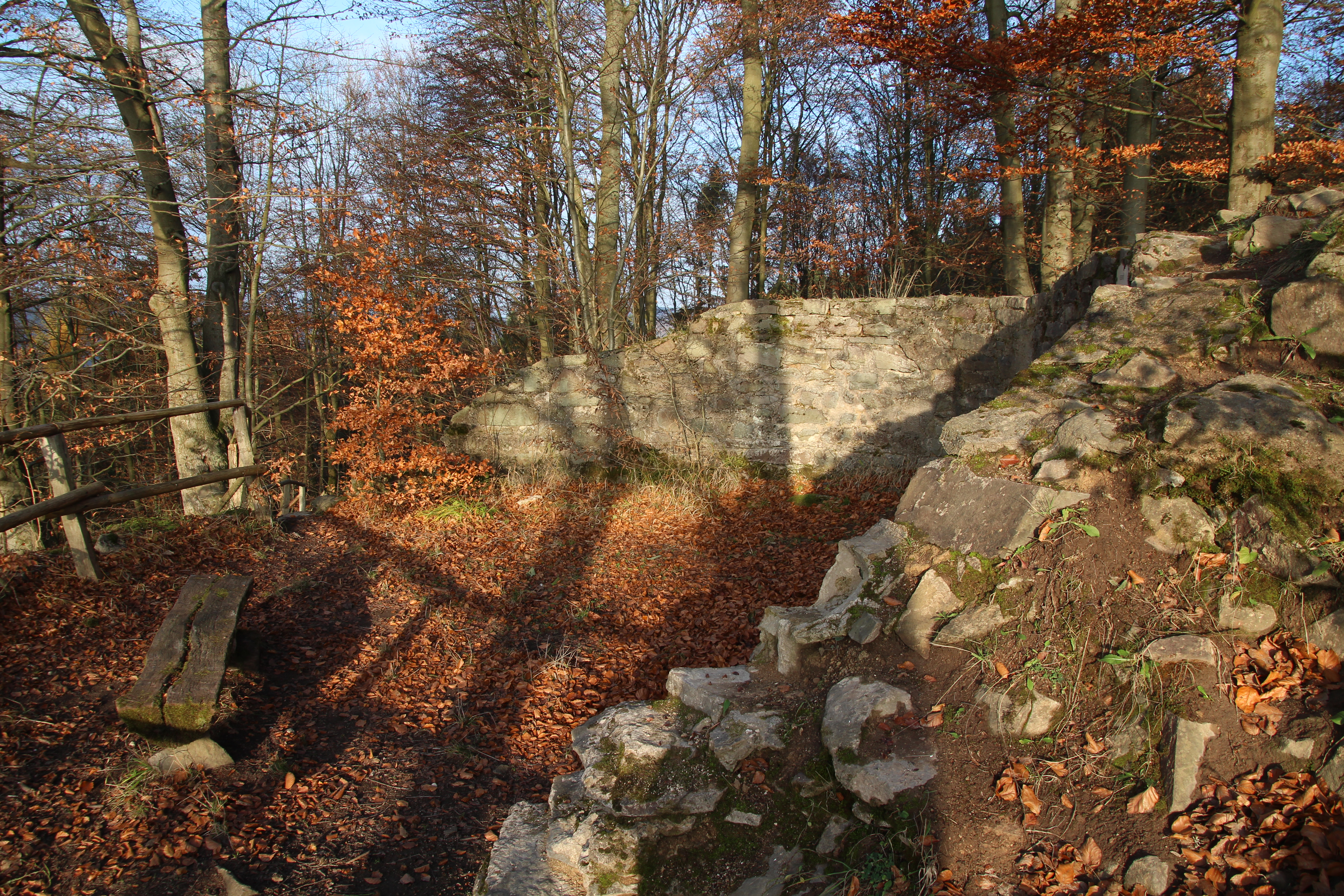
Mauerreste
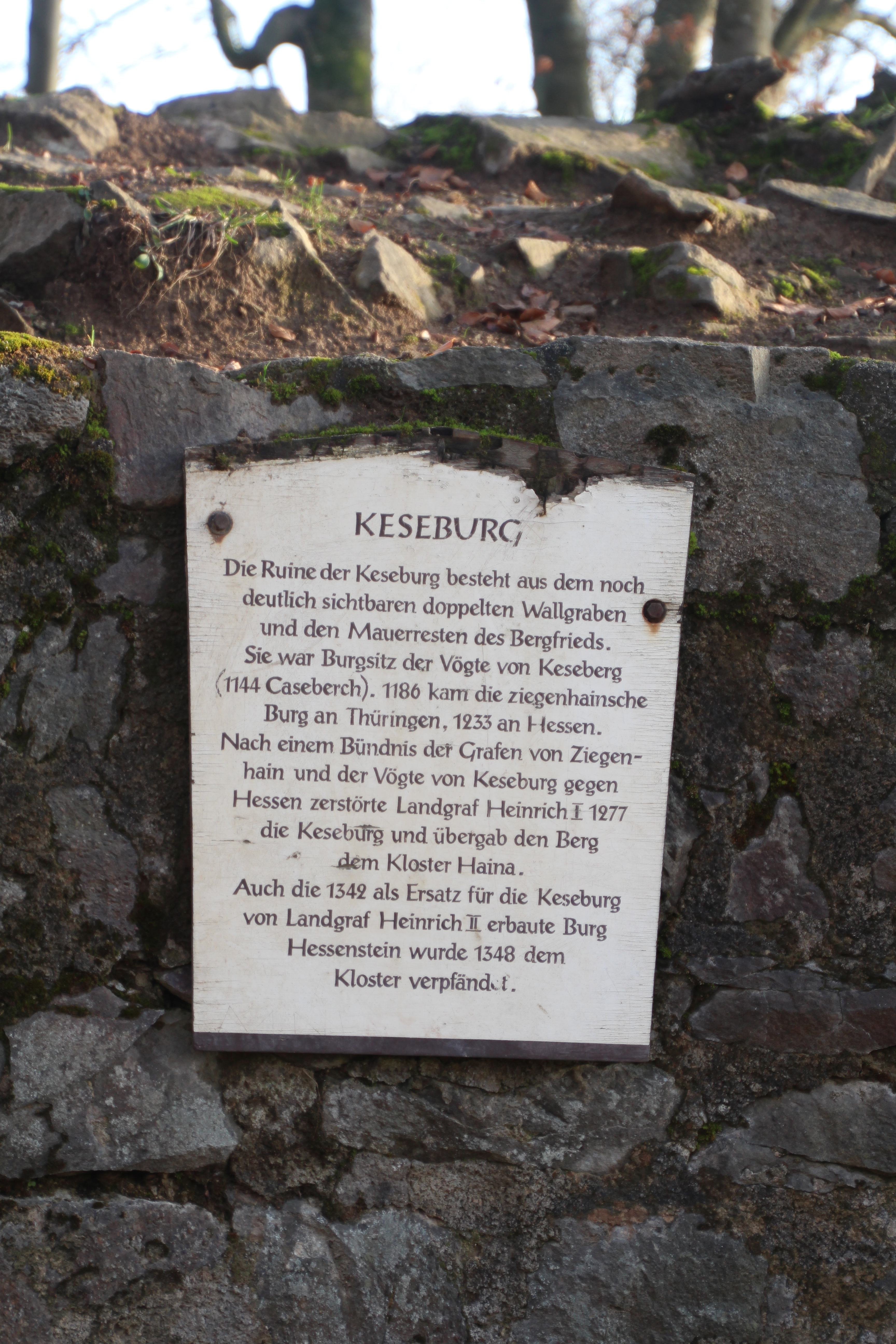
Informationstafel am Mauerrest der Keseburg